# Xã Bridgeport, Quận Warren, Missouri
Xã Bridgeport (tiếng Anh: Bridgeport Township) là một xã thuộc quận Warren, tiểu bang Missouri, Hoa Kỳ. Năm 2010, dân số của xã này là 743 người.